# Realp

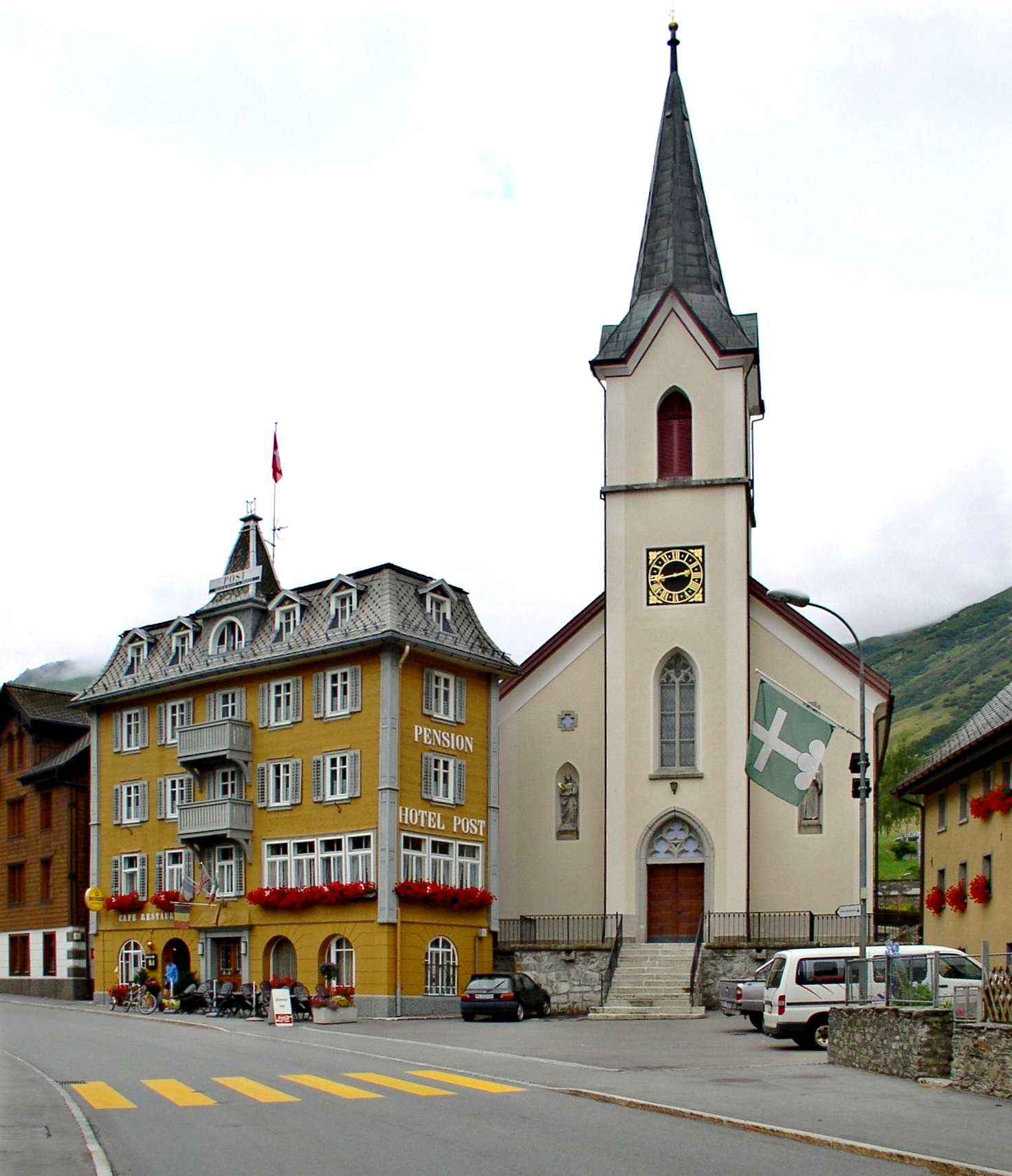
Kyrkan i Realp.

Realp är en ort och kommun i kantonen Uri, Schweiz. Kommunen har 158 invånare (2023).